# Live at SoFi Stadium
Live at SoFi Stadium è il primo album dal vivo del cantante canadese The Weeknd, pubblicato il 3 marzo 2023 dalla XO e Republic.

## Descrizione
Il disco comprende le registrazioni audio del film concerto The Weeknd: Live at SoFi Stadium, registrato nelle ultime date della tappa nordamericana dell'After Hours til Dawn Tour e reso disponibile su HBO Max a partire dal 25 febbraio 2023.

## Tracce
1. Intro – 1:35 (musica: Abel Tesfaye, Mike Dean) – eseguita dal solo Mike Dean
2. Alone Again – 2:47 (Abel Tesfaye, Jason Quenneville, Carlo Montagnese, Adam Feeney)
3. Gasoline – 3:15 (Abel Tesfaye, Daniel Lopatin)
4. Sacrifice – 4:23 (Abel Tesfaye, Axel Hedfors, Steve Angello, Sebastian Ingrosso, Carl Nordström, Max Martin, Oscar Holter, Kevin Duane McCord)
5. How Do I Make You Love Me? – 3:29 (Abel Tesfaye, Daniel Lopatin, Axel Hedfors, Steve Angello, Sebastian Ingrosso, Max Martin, Oscar Holter, Matt Cohn)
6. Can't Feel My Face – 3:03 (Abel Tesfaye, Max Martin, Savan Kotecha, Peter Svensson, Ali Payami)
7. Take My Breath – 3:55 (Abel Tesfaye, Ahmad Balshe, Max Martin, Oscar Holter)
8. Hurricane – 2:07 (Kanye West, Dominique Jones, Abel Tesfaye, Mark Mbogo, Josh Mease, Daniel Seeff, Sam Barsh, Jahmal Gwin, Michael Dean, Khalil Abdul-Rahman, Ronald Spence Jr., Mark Williams, Raul Cubina)
9. The Hills – 3:05 (Abel Tesfaye, Ahmad Balshe, Emmanuel Nickerson, Carlo Montagnese)
10. Often – 2:28 (Abel Tesfaye, Ben Diehl, Jason Quenneville, Ahmad Balshe, Danny Schofield, Ali Kocatepe, Sabhattin Ali, Osman Ismen)
11. Crew Love – 1:53 (Aubrey Graham, Abel Tesfaye, Carlo Montagnese, Martin McKinney)
12. Starboy – 4:05 (Abel Tesfaye, Thomas Bangalter, Guy-Manuel de Homem-Christo, Martin McKinney, Henry Russell Walter, Jason Quenneville)
13. Heartless – 2:04 (Carlo Montagnese, Abel Tesfaye, Leland Tyler Wayne, Andre Eric Proctor)
14. Low Life – 1:47 (Nayvadius Wilburn, Abel Tesfaye, Leland Wayne, Benjamin Diehl, Jason Quenneville)
15. Or Nah – 1:41 (Tyrone Griffin, Cameron Thomaz, Dijon McFarlane, Mike Free)
16. Kiss Land – 1:50 (Sébastien Tellier, Abel Tesfaye, Ahmad Balshe, Jack Holkeboer, Danny Schofield, Jason Quenneville)
17. Party Monster – 3:09 (Abel Tesfaye, Benjamin Diehl, Martin McKinney, Ahmad Balshe, Lana Del Rey)
18. Faith – 3:05 (Abel Tesfaye, Ahmad Balshe, Carlo Montagnese, Leland Tyler Wayne)
19. After Hours – 4:27 (Abel Tesfaye, Ahmad Balshe, Carlo Montagnese, Jason Quenneville, Mario Winans)
20. Out of Time – 3:20 (Abel Tesfaye, Daniel Lopatin, Tomoko Aran, Tetsuro Harada)
21. I Feel It Coming – 3:54 (Abel Tesfaye, Thomas Bangalter, Guy-Manuel de Homem-Christo, Martin McKinney, Henry Russell Walter, Eric Chedeville)
22. Die for You – 3:13 (Abel Tesfaye, Martin McKinney, Prince 85, Dylan Wiggins, Magnus August Høiberg, William Thomas Walsh)
23. Is There Someone Else? – 3:57 (Abel Tesfaye, Tommy Brown, Peter Lee Johnson, Daniel Lopatin)
24. I Was Never There – 2:17 (Abel Tesfaye, Mike Lévy, Adam Feeney)
25. Wicked Games – 2:23 (Abel Tesfaye, Doc McKinney, Carlo Montagnese, Millar Blanchaer)
26. Call Out My Name – 4:02 (Abel Tesfaye, Adam Feeney, Nicolas Jaar)
27. The Morning – 3:19 (Abel Tesfaye, Don McKinney, Carlo Montagnese)
28. Save Your Tears – 2:58 (Abel Tesfaye, Ahmad Balshe, Jason Quenneville, Karl Martin Sandberg, Oscar Holter)
29. Less than Zero – 4:04 (Abel Tesfaye, Max Martin, Oscar Holter)
30. Blinding Lights – 4:13 (Abel Tesfaye, Ahmad Balshe, Jason Quenneville, Max Martin, Oscar Holter)
31. Outro – 3:10 (musica: Abel Tesfaye, Mike Dean) – eseguita dal solo Mike Dean

## Formazione
- The Weeknd – voce
- Mike Dean – sintetizzatore, chitarra
- Ricky Lewis – batteria
- Ledaris Jones – basso

## Classifiche
| Classifica (2024) | Posizione massima |
| ----------------- | ----------------- |
| Croazia           | 9                 |
| Paesi Bassi       | 44                |
| Portogallo        | 117               |
| Stati Uniti       | 172               |